# Neogobius caspius
Neogobius caspius är en fiskart som först beskrevs av Eichwald, 1831.  Neogobius caspius ingår i släktet Neogobius och familjen smörbultsfiskar. Inga underarter finns listade i Catalogue of Life.